# 琴川彩
琴川 彩（ことかわ あや ）は、日本の漫画家。

## 概要
独特の穏やかな作風が特徴。
執筆ジャンルは、おしゃれ系恋愛ものからファンタジー、ホラー、まで多彩。
美しく繊細な絵柄で美男と可愛い女の子を描く。
脇役として、魅力的なおじいさんやおばあさんがよく登場する。

## 作品リスト
- 新書館
  - ランプル(2002/10/1)

- 秋田書店/プチプリンセス
  - 媚薬入りのカプチーノ(2008/3/14)
  - Cafe南青山骨董通り(2008/8/12)
  - Cafe南青山骨董通りII(2009/1/16)
  - Cafe南青山骨董通りIII(2009/7/16)
  - Cafe南青山骨董通りIV(2009/12/16)
  - Cafe南青山骨董通りV(2010/7/13)
  - Cafe南青山骨董通りVI(2011/2/16)
  - Cafe南青山骨董通りVII(2011/8/16)
  - Cafe南青山骨董通りVIII(2012/3/16)
  - Cafe南青山骨董通りIX(2012/10/16)
  - Cafe南青山骨董通りX(2013/4/16)
  - Cafe北鎌倉骨董通り 1(2013/10/16)
  - Cafe北鎌倉骨董通り 2(2014/6/16)
  - Cafe南青山骨董通り 恋のおくりもの(2015/2/16)
  - Cafe南青山骨董通り いちばんの宝物  (2015/9/16)
  - Cafe南青山骨董通り 新しい季節(2016/5/16)
  - Cafe南青山骨董通り since 1962 1(2016/10/14)
  - Cafe南青山骨董通り since 1962 2(2017/7/14)
  - Cafe南青山骨董通り since 1962 3(2018/4/16)
- 今宵、オオカミホテルでランデヴー（『プチプリンセス』2018年Vol.15[1] - 2019年Vol.32[2]、全3巻（電子書籍のみ）、2018/12-2020/7）
- 花結神社の番犬くん（『プチプリンセス』2020年Vol.40[3][4] - 2021年Vol.56[5]、全3巻（電子書籍のみ）、2021/8-2022/2）
- 悪役女王陛下のご機嫌斜めなティータイム（『プチプリンセス』2023年Vol.71[6] - 2024年vol.88[7]、全2巻（電子書籍のみ）、2023/9-2024/5）

- 角川書店
  - 占い学園スターダイス（全7巻、1995/7-1998/3）※原作：朱砂
  - 魔術師の帽子/あすか:1995年1月号
  - レンタルポンポコ/女の子コミック☆プチプチ

- ホーム社
  - 世界一残酷で美しいグリム童話(1999/7)
  - 幻想ファンタジー Vol. 3 星宮夜話(2004/4/23)

- リイド社
  - 稲川淳二のすご～く恐い話 いわくつきの家 ※原作：稲川淳二(2012/6/14)
  - コミック稲川淳二恐怖濃厚傑作選(2012/5/14)
  - コミック稲川淳二のすご～く恐い話～非常階段の生首～「天城越えトンネル」
  - コミック稲川淳二のすご～く恐い話 富士の樹海 (2003/6/5)「207号室の患者」